# Ryszard Stanisławski
Ryszard Marian Stanisławski (ur. 20 stycznia 1921 w Sompolnie, zm. 28 listopada 2000 w Warszawie) – polski historyk, historyk sztuki i krytyk sztuki, wieloletni dyrektor Muzeum Sztuki w Łodzi.

## Życiorys
Pochodził z rodziny lokalnego przedsiębiorcy, Romualda Stanisławskiego i był wychowywany w tradycji katolicko-patriotycznej, od której się później zaczął odcinać. Jeszcze w młodości Ryszarda ojciec związał się z inną kobietą, która zmarła w maju 1945.
Studiował historię sztuki na Sorbonie i w École du Louvre w Paryżu, następnie na Uniwersytecie Warszawskim. Od 1952 roku, jeszcze w trakcie studiów pracował w Państwowym Instytucie Sztuki. Po powrocie do Polski mieszkał najpierw na ulicy Saskiej, później Marszałkowskiej 15, a później (od 1953) na Rynku Starego Miasta w Warszawie.
Zrealizował kilkanaście wystaw sztuki polskiej za granicą, m.in. w Wenecji i Genewie, Nowym Jorku, São Paulo, Tel Awiwie, Meksyku, Buenos Aires, Sztokholmie i Londynie.
W latach 1966–1990 pełnił funkcję dyrektora Muzeum Sztuki w Łodzi, przyczynił się do ugruntowania pozycji tego ośrodka w Polsce i za granicą. W swoich praktykach kuratorskich stawiał duży nacisk na kojarzenie poszukiwań polskiej awangardy międzywojennej z dokonaniami awangardy międzynarodowej. W Muzeum skupił się na rozbudowywaniu perspektywy zarysowanej międzynarodową kolekcją z lat 1929–1931 i ideą  ośrodka wypracowaną przez Władysława Strzemińskiego. Stanisławski był autorem licznych pokazów sztuki polskiej za granicą. Uczestnik Sympozjum Plastycznego Wrocław ’70.
Był mężem Barbary Nowowiejskiej, w drugim małżeństwie rzeźbiarki Aliny Szapocznikowej (ślub w lipcu 1952), a w trzecim małżeństwie – mężem krytyczki sztuki i historyczki fotografii, Urszuli Czartoryskiej.
Korespondencję między Ryszardem Stanisławskim a Aliną Szapocznikow z lat 1948–1971 wydano pod tytułem Kroją mi się piękne sprawy. Listy 1948–1971 (ISBN 978-83-62376-19-3).

## Odznaczenia i nagrody
- Krzyż Komandorski z Gwiazdą Orderu Odrodzenia Polski[5]
- Medal Za Zasługi Czechosłowacji[5]
- Krzyż Oficerski Orderu Sztuki i Literatury (1984)[5]
- Kawaler Legii Honorowej Republiki Francuskiej (1992)[5]
- Nagroda Wielka Fundacji Kultury (1995)[5]